# Сесар Блекмен
Сесар Блекмен (ісп. César Blackman, нар. 2 квітня 1998, Панама) — панамський футболіст, захисник словацького «Слована» та національної збірної Панами.

## Клубна кар'єра
У дорослому футболі дебютував 2015 року виступами на батьківщині за «Чоррільйо», в якій провів два сезони, взявши участь у 43 матчах чемпіонату. Більшість часу, проведеного у складі «Чоррільйо», був основним гравцем захисту команди.
2017 року перебрався до Європи, ставши гравцем словацького «ДАК 1904». Відіграв за цю команду наступні шість сезонів своєї ігрової кар'єри.
Влітку 2023 року перейшов до столичного «Слована», у складі якого у першому ж сезоні 2023/24 став чемпіоном Словаччини.

## Виступи за збірні
2017 року залучався до складу молодіжної збірної Панами. На молодіжному рівні зіграв у 4 офіційних матчах.
2019 року дебютував в офіційних матчах у складі національної збірної Панами.
У складі збірної був учасником розіграшу Золотого кубка КОНКАКАФ 2023 року у США та Канаді, де разом з командою здобув «срібло», а також розіграшу Кубка Америки 2024 у США.
| Дата       | Місто             | Господарі  | Результат | Гості      | Турнір                                             | Голи | Примітки |
| ---------- | ----------------- | ---------- | --------- | ---------- | -------------------------------------------------- | ---- | -------- |
| 23-3-2019  | Порту             | Бразилія   | 1 – 1     | Панама     | товариський матч                                   | -    | 85'      |
| 23-6-2019  | Богота            | Колумбія   | 3 – 0     | Панама     | товариський матч                                   | -    | 56'      |
| 15-10-2019 | Мехіко            | Мексика    | 3 – 1     | Панама     | Ліга націй КОНКАКАФ 2019-2020 - 1-й етап           | -    | 66'      |
| 28-3-2021  | Санто-Домінго     | Домініка   | 1 – 2     | Панама     | Відбір до ЧС 2022                                  | -    |          |
| 8-9-2021   | Панама            | Панама     | 1 – 1     | Мексика    | Відбір до ЧС 2022                                  | -    | 79'      |
| 31-10-2021 | Торонто           | Канада     | 4 – 1     | Панама     | Відбір до ЧС 2022                                  | -    | 53'      |
| 30-3-2022  | Панама            | Панама     | 1 – 0     | Канада     | Відбір до ЧС 2022                                  | -    | 46'      |
| 9-6-2022   | Панама            | Панама     | 5 – 0     | Мартиніка  | Ліга націй КОНКАКАФ 2022-2023 - 1-й етап           | -    |          |
| 27-9-2022  | Ріффа             | Бахрейн    | 0 – 2     | Панама     | товариський матч                                   | -    |          |
| 28-3-2023  | Сан-Хосе          | Коста-Рика | 0 – 1     | Панама     | Ліга націй КОНКАКАФ 2022-2023 - 1-й етап           | -    | 78'      |
| 10-6-2023  | Пенономе (місто)  | Панама     | 3 – 2     | Нікарагуа  | товариський матч                                   | -    |          |
| 15-6-2023  | Парадайз          | Панама     | 0 – 2     | Канада     | Ліга націй КОНКАКАФ 2022-2023 - півфінал           | -    | 41'      |
| 18-6-2023  | Парадайз          | Панама     | 0 – 1     | Мексика    | Ліга націй КОНКАКАФ 2022-2023 - матч за 3-тє місце | -    |          |
| 26-6-2023  | Форт-Лодердейл    | Коста-Рика | 1 – 2     | Панама     | Кубок КОНКАКАФ 2023 - 1-й етап                     | -    | 74'      |
| 4-7-2023   | Х'юстон           | Панама     | 2 – 2     | Сальвадор  | Кубок КОНКАКАФ 2023 - 1-й етап                     | -    | 90'      |
| 7-9-2023   | Панама            | Панама     | 3 – 0     | Мартиніка  | Ліга націй КОНКАКАФ 2023-2024 - 1-й етап           | -    |          |
| 10-9-2023  | Гватемала (місто) | Гватемала  | 1 – 1     | Панама     | Ліга націй КОНКАКАФ 2023-2024 - 1-й етап           | -    | 25' 46'  |
| 16-11-2023 | Сан-Хосе          | Коста-Рика | 0 – 3     | Панама     | Ліга націй КОНКАКАФ 2023-2024 - чвертьфінал        | -    | 68'      |
| 20-11-2023 | Панама            | Панама     | 3 – 1     | Коста-Рика | Ліга націй КОНКАКАФ 2023-2024 - чвертьфінал        | -    | 74'      |
| 21-3-2024  | Арлінгтон         | Панама     | 0 – 3     | Мексика    | Ліга націй КОНКАКАФ 2023-2024 - півфінал           | -    | 77'      |
| 6-6-2024   | Панама            | Панама     | 2 – 0     | Гаяна      | Відбір до ЧС 2026                                  | -    | 79'      |
| 16-6-2024  | Панама            | Панама     | 0 – 1     | Парагвай   | товариський матч                                   | -    | 80'      |
| 27-6-2024  | Атланта           | Панама     | 2 – 1     | США        | Копа Америка 2024 - 1-й етап                       | 1    | 60'      |
| 1-7-2024   | Орландо           | Болівія    | 1 – 3     | Панама     | Копа Америка 2024 - 1-й етап                       | -    |          |
| 6-7-2024   | Глендейл          | Колумбія   | 5 – 0     | Панама     | Копа Америка 2024 - чвертьфінал                    | -    | 46'      |
| 12-10-2024 | Остін             | США        | 2 – 0     | Панама     | товариський матч                                   | -    |          |
| Усього     |                   | Матчів     | 26        |            | Голів                                              | 1    |          |

## Титули і досягнення
- Чемпіон Словаччини (2):

«Слован»: 2023-24, 2024-25